# Sidérotile
La sidérotile , dénommée siderotil ou siderotilate par les minéralogistes anglo-saxons, est une espèce minérale, sulfate de fer(II) hydraté de formule : FeSO4·5H2O qui se forme lors de la déshydratation de la mélantérite. Le cuivre se substitue fréquemment au fer dans la structure. Elle se présente typiquement sous la forme d'incrustations fibreuses ou poudreuses, mais elle peut également être sous forme de cristaux tricliniques aciculaires.
Elle fut décrite pour la première fois en 1891 pour une occurrence dans la mine d'Idrija, Idrija en Slovénie. Son nom provient du grec sideros (fer) et tilos (fibre), en référence à son contenu en fer et à sa forme typiquement fibreuse. Cependant, l'échantillon du site d'Idrija pourrait ne pas être de la sidérotile, mais le minéral a été authentifié sur plusieurs sites dans le monde.